# Amédée Willot
Pour les articles homonymes, voir Willot.
Amédée Willot, dit Amédée Willot de Gramprez ou comte de Granprez, né le 31 août 1755 à Belfort, mort le 23 décembre 1823 à Boissy-Saint-Léger, est un général de la Révolution française. Il est à la fois révolutionnaire franc-maçon et royaliste fidèle aux Bourbons, général et député parmi les Cinq-Cents.

## Biographie
Né à Belfort, il entre dans l'armée à 16 ans en 1771. Lieutenant-colonel en 1791, il combat dans les Pyrénées où il est promu général de brigade en 1793. Nommé à Marseille, il devient un des chefs de la réaction thermidorienne en Provence.
Élu député des Bouches-du-Rhône aux élections de l'an V (11 avril 1797), au Conseil des Cinq-Cents, il est également reçu franc-maçon dans la loge « Le Centre des Amis » début 1797. Il se joint au groupe des Clichyens et dénonce la nomination du général Lazare Hoche au ministère de la Guerre alors qu'il n'a pas l'âge constitutionnel de 30 ans. Opposant déclaré à Hoche, il est arrêté lors du coup d'État du 18 fructidor an V (4 septembre 1797), comme complice de Pichegru.
Il est déporté en Guyane, d'où il s'évade en juin 1798. Autorisé à rentrer en France sous le Consulat, il reste à l'étranger et lutte contre Napoléon Ier à Naples, en Angleterre, aux États-Unis. Il est nommé par Louis XVIII le 22 septembre 1800, gouverneur militaire des provinces méridionales de France, dont gouverneur de l'île d'Elbe (isola d'Elba) et gouverneur de Corse.
Il revient à Paris avec Louis XVIII en 1814. Baron le 22 novembre 1815, il est titré comte le 2 mars 1816, et il est nommé commandant de la division militaire de Corse le 14 mai 1816. Plus souple que son prédecesseur, le marquis de Rivière, il apaise les soulèvements locaux et il signe en juin 1816 la paix de Prunelli-di-Fiumorbo qui met fin à la "Guerre du Fiumorbo". Il cesse ses activités le 6 mai 1818, tout en restant gouverneur de la 17e division militaire. Commandeur de la Légion d'honneur le 4 avril 1816, il reçoit la croix de commandeur de Saint-Louis le 1er mai 1821.
Ses armes portent d'azur à trois têtes de lion d'or (Franche-Comté). Un portrait, en pied, auteur anonyme, figure au musée du château de Versailles.

## Distinctions
- Il fait partie des 660 personnalités à avoir son nom gravé sous l'arc de triomphe de l'Étoile. Il apparaît sur la 34e colonne (l’arc indique WILLOT).